# Miroslav Šantin
Miroslav Jan Šantin, KCLJ (12. dubna 1971 Mělník – 15. ledna 2022 tamtéž) byl český pedagog a pravoslavný kněz, mitroforní protojerej a duchovní správce pravoslavné církevní obce v Roudnici nad Labem při chrámu sv. Josefa Snoubence.

## Život
Narodil se na Mělníku, dětství a dospívání prožil zejména v Liběchově a ve Štětí. Nejdříve vystudoval operní zpěv a poté teologii na Katolické teologické fakultě Univerzity Karlovy, kterou zakončil v roce 2009 diplomovou prací na téma: Historie farnosti Liběchov v letech 1837 – 1877. Historickým studiím se pak věnoval i dále.
Od roku 1992 pracoval jako administrator in materialibus štětské katolické farnosti, do které byl ustanoven k nemocnému P. Ferdinandu Plhalovi, SDB. Zároveň působil jako varhaník farní kolatury a regenschori v sakrálních stavbách, které tento farní obvod zahrnoval. Ve stejné době působil jako koncipient na litoměřickém katolickém biskupství u JUDr. Violy Šleichové, s jejíž dcerou Evou se v roce 1994 oženil. S manželkou Evou měl společně 8 dětí (Michael, Marie-Anna, Klára, Kristina, Barbora, Terezie, Anna Marie, Julie).
V Lounkách se v roce 1992 zasadil o obnovení bohoslužeb. Ve Štětí se mu podařilo dokončit k 10. srpnu 2002 opravu značně poškozeného kostela sv. Šimona a Judy. Byly dokončeny práce spojené s výmalbou interiéru a opravou fasády, krátce předtím proběhla generální rekonstrukce, týkající se elektroinstalace, krovů a dalších prací. Slavnostní otevření nově opraveného kostela bylo plánováno na 17. srpna 2002. Povodeň v roce 2002 však tento záměr překazila. Proti stoupající vodě z blízkého Labe nechal 14. srpna 2002 zazdít kostelní vchody a okna. Voda však i přes toto opatření zničila podlahu v zadní části kostela pod kůrem, která se propadla do hloubky 4 metrů. Dále byly zcela zničeny lavice a vnitřní i vnější výmalba. Varhany díky přetrvající vlhkosti, všechny původní vyřezávané dveře, kazatelna i prostor presbytáře byly zničeny vodou, která 15. srpna 2002 zatopila kostel až do výšky 1,6 metrů. Poté, když voda opadla, pověřil litoměřický biskup Josef Koukl Šantina konat sbírky na rekonstrukci kostela v českých a moravských diecézích, ale také na území Německa.
Vyučoval na soukromé Střední odborné škole a mateřské škole, o.p.s., v Litoměřicích. Věnoval se genealogii a heraldice, navrhl znak obci Chodouny. Byl jedním ze čtyř zakládajících členů hospicu svatého Štěpána v Litoměřicích na Dómském pahorku. a také patřil jako kněz mezi členy o.s. Hospic Štrasburk. Bylo to také proto, že byl členem orleánské obedience řádu svatého Lazara Jeruzalémského v hodnosti KCLJ. V roce 2005 byl velmistrem Dobrzenským jmenován a následně v biskupské kapli svatého Vavřince v Litoměřicích instalován do hodnosti velitele severočeské delegace řádu. 
Po své konverzi z katolicismu na pravoslaví však přestoupil do ekumenické sjednocené maltsko-pařížské obedience tohoto řádu.
S pravoslavím se seznamoval v průběhu let zejména od archimandrity Marka, duchovního správce litoměřické pravoslavné církevní obce (farnosti). Nakonec konvertoval v roce 2010 a začal chodit do litoměřického chrámu svatého Václava s přáním stát se knězem. Byl vysvěcen ve Staré Boleslavi na diákona vladykou arcibiskupem Jurajem v roce 2011. Po kněžském svěcení 19. března 2012 v chrámu sv. Václava v Litoměřicích (světitelem byl arcibiskup Juraj, s požehnáním pražského arcibiskupa metropolity Kryštofa) působil jako prvofarář pravoslavné církevní obce v Roudnici nad Labem. Spolu s archimandritou Markem vyjednali od města Roudnice nad Labem možnost užívání městské kaple sv. Josefa Snoubence pro účely pravoslavných bohoslužeb. Dlouhodobě věnoval úsilí o záchranu kostela sv. Ducha v Liběchově.
Zemřel na následky krátké nemoci (covid-19 v kombinaci s dalšími obtížemi) v lednu 2022. Pohřben byl na městském hřbitově v Liběchově.

## Působení v duchovní správě
- od roku 1992 do 1. 8. 2010 administrator in materialibus římskokatolické farnosti Štětí[1] a přilehlé farní kolatury zahrnující farnosti: Horní Vidim,[33] Hoštka,[34] Hrušovany u Litoměřic,[35] Chcebuz,[36] Liběchov,[37] Robeč[38] a Vetlá[39]
- od 21. 11. 2011 do 15. 1. 2022 duchovní správce pravoslavné církevní obce v Roudnici nad Labem[40]

## Galerie

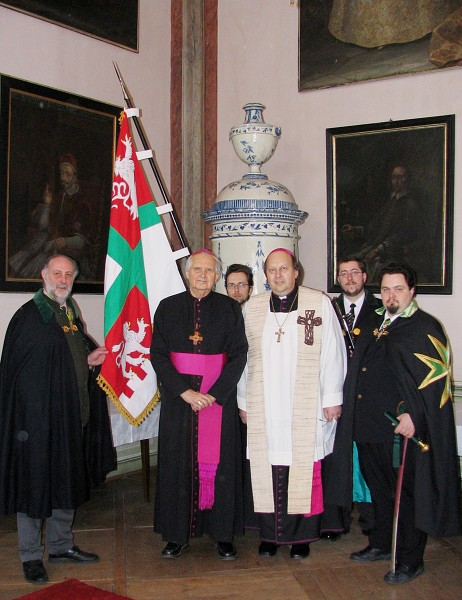
Jan J. Dobrzensky, J. Koukl, P. Posád a Miroslav Šantin, velitel severočeské delegace řádu sv. Lazara (Litoměřice, 2005)
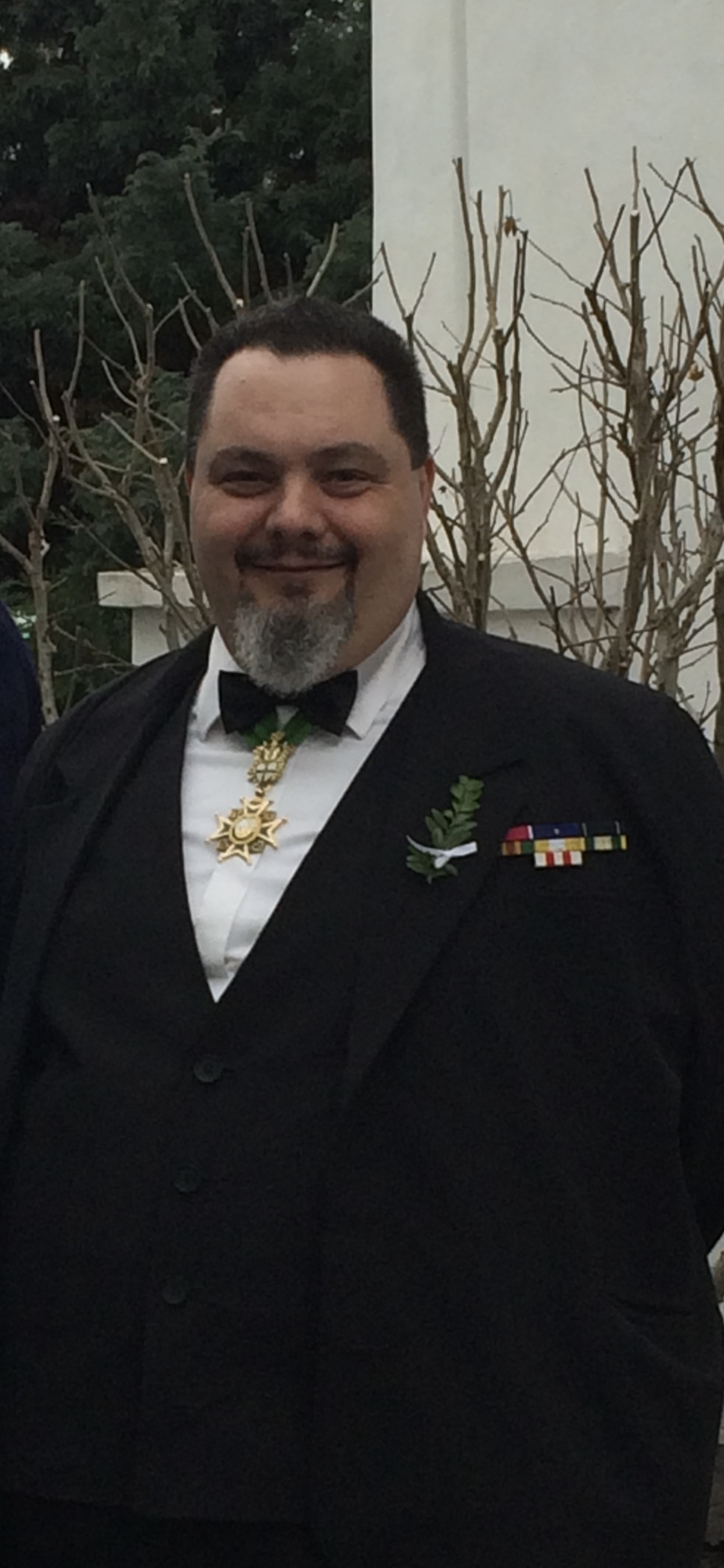
Miroslav Šantin, KCLJ
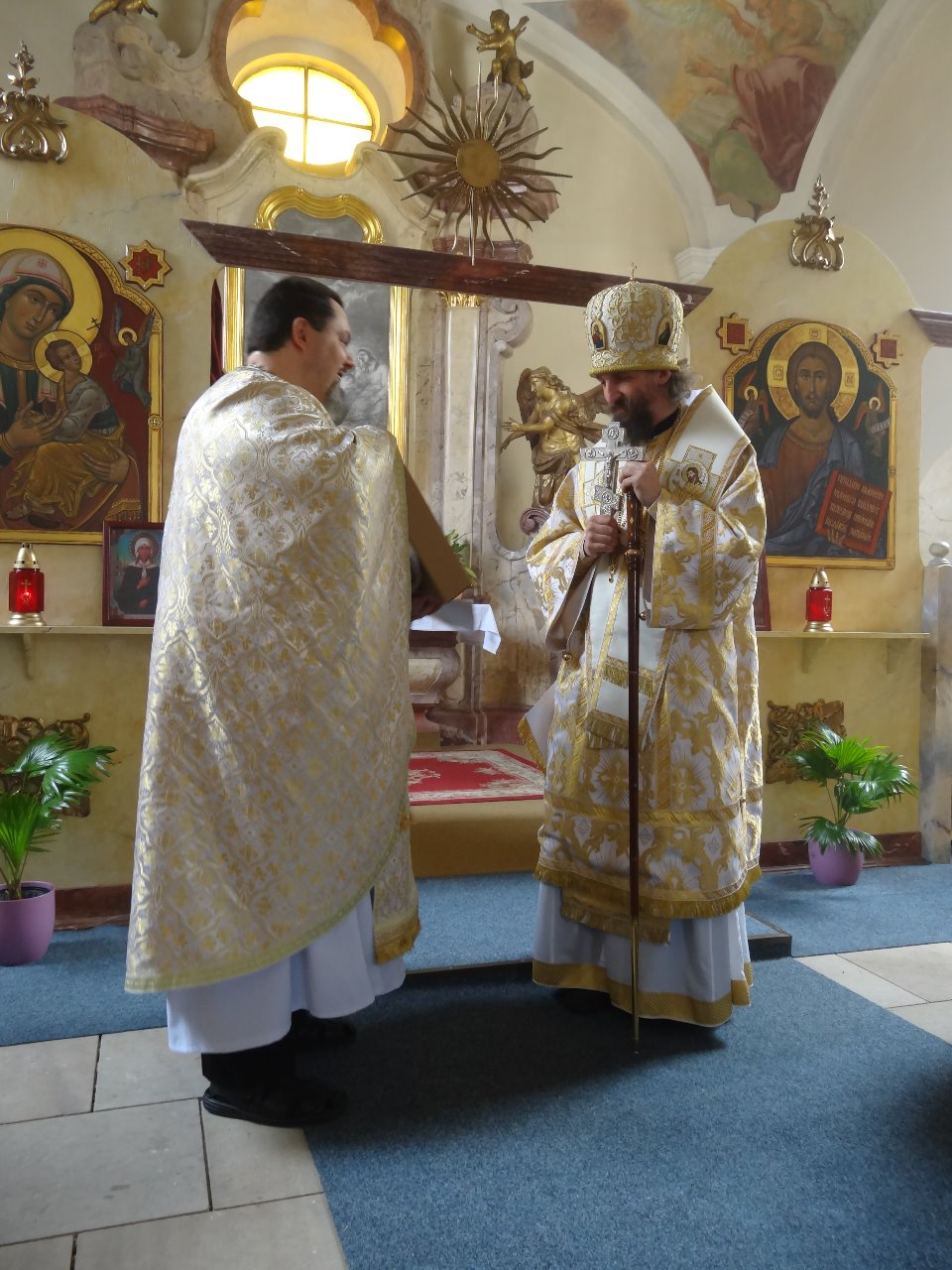
Arcibiskup Jáchym s žehnacím křížem a farář Miroslav Šantin (chrám sv. Josefa Snoubence, 2014)
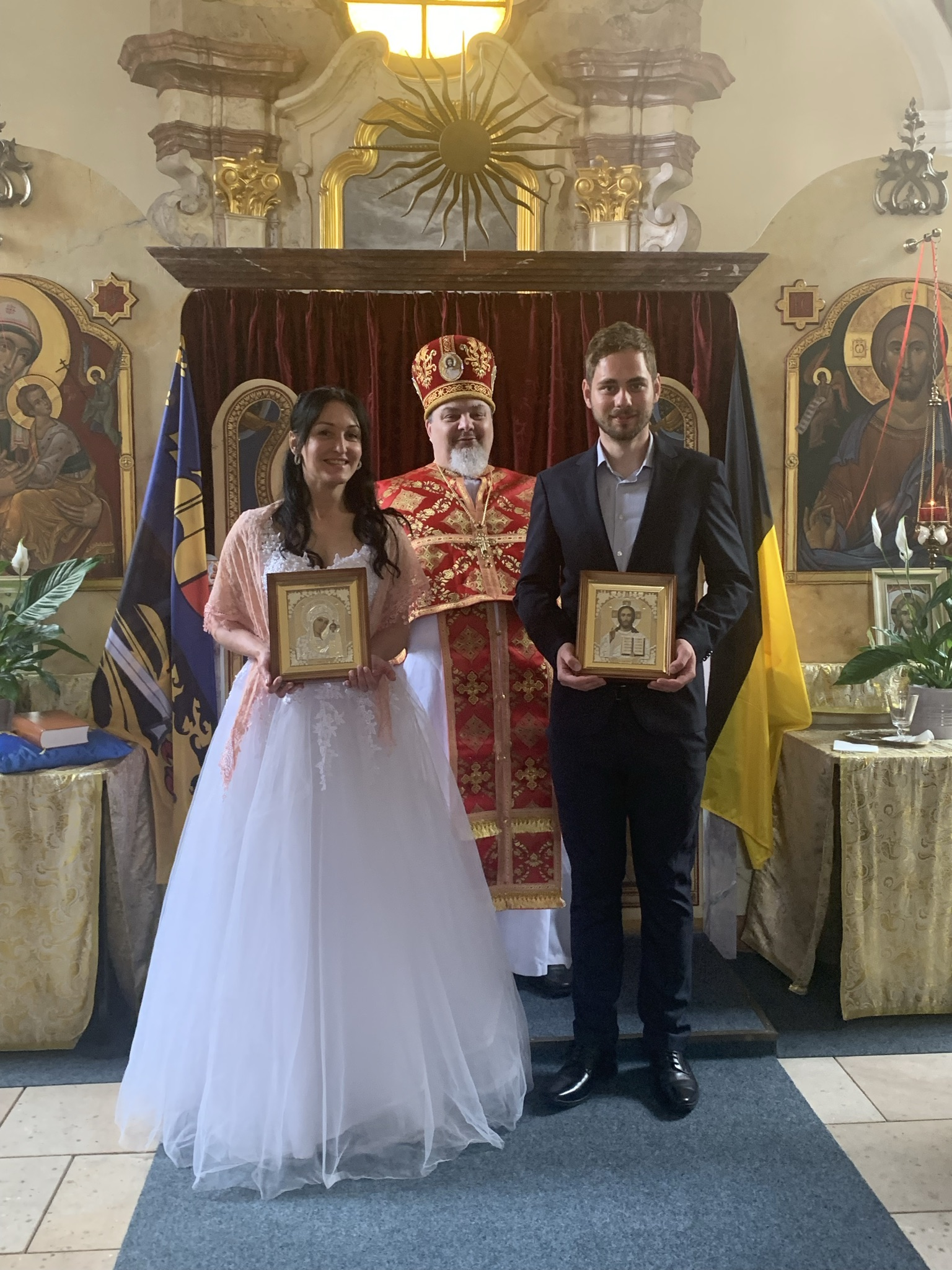
M. Šantin s kněžskou mitrou (pravoslavný sňatek – přijetí ikon, chrám sv. Josefa, Roudnice n. L., 2021)